# Friedrich von Huene
Friedrich von Huene (ur. 22 marca 1875 w Tybindze, zm. 4 kwietnia 1969 tamże) – niemiecki paleontolog. Wsławił się tym, że opisał więcej nowych gatunków dinozaurów w XX wieku niż ktokolwiek inny w Europie.

## Życiorys
Urodził się w ówczesnym Księstwie Wirtembergii. Studiował na Uniwersytecie w Lozannie teologię i nauki przyrodnicze. Później wyjechał do Tybingi, aby studiować paleontologię i geologię ukończoną doktoratem w 1898, habilitację uzyskał w 1902. Jednym z jego najsławniejszych odkryć było odnalezienie ponad 35 szkieletów plateozaurów pogrzebanych pod lawiną błotną. Ponadto opisał w 1910 roku saltopusa, proceratozaura w 1926 oraz odznaczającego się wielkimi rozmiarami antarktozaura. Stał także za odkryciem wielu innych skamieniałości dinozaurów, pterozaurów oraz plezjozaurów.

## Wybrane prace
- Paläontologie und Phylogenie der Niederen Tetrapoden
- Die Saurierwelt und ihre geschichtlichen Zusammenhänge
- Die Erschaffung des Menschen